# Dűne: Második rész
A Dűne: Második rész (eredeti cím: Dune: Part Two) 2024-es amerikai kaland-sci-fi film, amelyet Denis Villeneuve rendezett, aki Jon Spaihts-szal közösen írta a forgatókönyvet. A 2021-es Dűne folytatása Frank Herbert 1965-ös Dune című regényének adaptációjának második része. A történet Paul Atreides-t követi, amint csatlakozik a sivatagi Arrakis bolygó fremen népéhez, hogy megnyerje a Harkonnen-ház elleni háborút. A főbb szerepekben Timothée Chalamet, Zendaya, Rebecca Ferguson, Josh Brolin, Dave Bautista, Stephen McKinley Henderson, Stellan Skarsgård, Charlotte Rampling és Javier Bardem látható.
A forgatókönyv-fejlesztés azután kezdődött, hogy a Legendary Entertainment 2016-ban megszerezte a Dune film- és televíziós jogait. Villeneuve 2017-ben szerződött a film rendezőjévé, azzal a szándékkal, hogy a regényből kétrészes adaptációt készítsen annak összetettsége miatt.
A gyártási szerződést csak az első filmre kötötték meg, a második film pedig az első sikerének függvényében kaphatott zöld lámpát. Bár Villeneuve aggódott a folytatás bizonyossága miatt, miután az első filmet egyszerre mutatták be a mozikban és az HBO Max-on, a Warner Bros. A Pictures biztosította, hogy a folytatás akkor fog megtörténni, ha jól teljesít az HBO Max-on.
Az első film kritikai és kereskedelmi sikere után a Warner Bros. és a Legendary Entertainment 2021 októberében elfogadta a filmtervet. 2022-ben bejelentették az új szereplőket, köztük Pugh-t, Butlert, Walkent, Seydoux-t és Yacoubot, majd egy évvel később Nelsont. A fő forgatás 2022 júliusa és decembere között Budapesten, Olaszországban és Abu Dhabiban történt.

## Szereplők
| Szereplő                 | Színész            | Magyar hang        |
| ------------------------ | ------------------ | ------------------ |
| Paul Atreides            | Timothée Chalamet  | Jéger Zsombor      |
| Chani                    | Zendaya            | Törőcsik Franciska |
| Lady Jessica, Paul anyja | Rebecca Ferguson   | Bartsch Kata       |
| Gurney Halleck           | Josh Brolin        | Kőszegi Ákos       |
| Feyd-Rautha Harkonnen    | Austin Butler      | Ember Márk         |
| Irulan hercegnő          | Florence Pugh      | Mikecz Estilla     |
| Glossu Rabban            | Dave Bautista      | Schneider Zoltán   |
| IV. Shaddam császár      | Christopher Walken | Ujréti László      |
| Margot Fenring           | Léa Seydoux        | Csuha Bori         |
| Shishakli                | Souheila Yacoub    | Trokán Nóra        |
| Vladimir Harkonnen       | Stellan Skarsgård  | Máté Gábor         |
| Gaius Helen Mohiam       | Charlotte Rampling | Csoma Judit        |
| Stilgar                  | Javier Bardem      | Fekete Ernő        |
| Alia Atreides            | Anya Taylor-Joy    | Rudolf Szonja      |
| Jamis                    | Babs Olusanmokun   | Kálid Artúr        |
| Lanville                 | Roger Yuan         | Sztarenki Pál      |

### Magyar változat
- Magyar szöveg: Tóth Tamás
- Hangmérnök: Tóth Péter Ákos
- Vágó: Sári-Szemerédi Gabriella
- Gyártásvezető: Kincses Tamás
- Szinkronrendező: Dóczi Orsolya
- Produkciós vezető: Hagen Péter

A szinkront a Mafilm Audio Kft. készítette el.

## A film készítése

### Forgatókönyv
2017 áprilisában Eric Roth-ot kérték fel a forgatókönyv társszerzői posztjára, később megerősítették, hogy Roth és Villeneuve mellett Jon Spaihts is a forgatókönyv társírója. A Trónok harca nyelvi alkotója, David Peterson a felelős a film idegen nyelveiért. 2021 februárjára Roth elkészítette a teljes feldolgozást a folytatáshoz, az írás még augusztusban kezdődött. 2022 márciusában Villeneuve elárulta, hogy a forgatókönyv nagyjából elkészült.

### Szereplőválogatás
2022 márciusában Florence Pugh és Austin Butler arról számolt be, hogy Irulan hercegnő, valamint a Harkonnen örökös, Feyd-Rautha szerepéről tárgyalnak a filmben. Májusban Christopher Walken is csatlakozott a szereplőgárdához, mint IV. Shaddam császár. Júniusban Léa Seydoux tárgyalásokba kezdett Lady Margot szerepéért. Júliusban Souheila Yacoub Shishakli szerepében csatlakozott a filmhez.

### Forgatás
A forgatás 2022. július 4-én kezdődött az olaszországi Altivole-ban található Brion sírnál. Július 21-én folytatták volna Budapesten, de már korábban, július 18-án elkezdték. A filmet teljes egészében IMAX kamerákkal forgatták, új forgatási helyszíneket és díszleteket használtak „az ismétlés elkerülése érdekében”. 2022 októberére Chalamet szünetet tartott a forgatásban, hogy részt vehessen a Bones and All (2022) premierjén. 2022 novemberében a stáb Abu-Dzabiba, az Egyesült Arab Emírségekbe költözött, és Pugh még abban a hónapban befejezte a jeleneteit. A forgatás 2022. december 12-én fejeződött be

### Marketing
2023. május 2-án jelent meg az interneten egy teaser poszter és a karakterek első megjelenésű felvétele, míg az első előzetest másnap mutatták be.

## Filmzene
Hans Zimmer, az első film zeneszerzője tér vissza, miután az első film zenéjéért Oscar-díjat kapott a 94. díjátadón. Zimmer több mint 90 percnyi zenét komponált a film bejelentése előtt, hogy segítsen Villeneuve-nek ihletet adni a forgatókönyv írása során.

## Bemutató
A Dűne: Második rész a tervek szerint 2024. február 29-én jelenik meg hazánkban, míg az Egyesült Államokban egy nappal később, március 1-én.

## Folytatás
Villeneuve érdeklődését fejezte ki a sorozat második regényén, a Dune Messiáson alapuló harmadik film készítése iránt, hozzátéve, hogy a film lehetősége a Dune: Második rész sikerétől függ. Spaihts 2022 márciusában azt is megismételte, hogy Villeneuve egy harmadik filmet, valamint egy televíziós spin-off sorozatot tervez.

## Fordítás
Ez a szócikk részben vagy egészben  a   Dune: Part Two című angol Wikipédia-szócikk ezen változatának fordításán alapul.  Az eredeti cikk szerkesztőit annak laptörténete sorolja fel. Ez a jelzés csupán a megfogalmazás eredetét és a szerzői jogokat jelzi, nem szolgál a cikkben szereplő információk forrásmegjelöléseként.